# Zimasa Mabela
Tenente-Cdr Zimasa Mabela (nascido em 1976/1977) é uma oficial da Marinha sul-africana que se tornou a primeira mulher negra nomeada comandante de um navio naval. Ela assumiu o comando do SAS Umhloti em 26 de agosto de 2015, sucedendo o comandante Brian Shor. A cerimônia de mudança de comando ocorreu no cais da Delta, SA Navy Dockyard, em Simon's Town, África do Sul.

## Vida pregressa
Zimasa Mabela cresceu sob o regime do Apartheid na aldeia de Lady Frere, no centro do Cabo Oriental e não viu o oceano até aos 18 anos de idade. Em sua vila, havia uma piscina em que nadava desde a infância. Ela ingressou na Marinha em 1999, quando tinha 22 anos, inspirada por seu lema “Junte-se à Marinha e conheça o mundo”. Zimasa ingressou como operadora de rádio e hoje é capitã de corveta e visitou Canadá, Índia e Uruguai.
Zimasa não concluiu o bacharelado em educação.

## Vida pessoal
Zimasa Mabela é mãe de duas meninas que tinham 4 e 6 anos em 2015. Vive com seu marido, sua mãe e suas filhas.

## Reconhecimento
- 2015 - BBC 100 mulheres.[1]